# Corrientes, calle de ensueños
Corrientes, calle de ensueños (título de IMDb) o Corrientes... calle de ensueños es una película argentina del género de drama y musical filmada en blanco y negro dirigida por Román Viñoly Barreto sobre un guion de Luis Saslavsky que se estrenó el 29 de septiembre de 1949 y que tuvo como protagonistas a Amalia Bernabé, Blackie, Diana Ingro, Fernando Labat, Fernando Lamas, Osvaldo Miranda, Mariano Mores y Jorge Salcedo.

## Sinopsis
Historia acerca de un músico humilde que triunfa superando sus fracasos y de una joven que llega a Buenos Aires desde el interior del país en busca del triunfo pero que encuentra la muerte.

## Reparto
- Carlos Bellucci
- Amalia Bernabé
- Cayetano Biondo
- Blackie
- Israel Chas de Cruz
- Yeya Duciel
- Cirilo Etulain
- Iván Grondona
- Diana Ingro
- Fernando Labat
- Carlos Lagrotta
- Fernando Lamas
- Carmen Llambí
- Diego Marcote
- Osvaldo Miranda
- Mariano Mores
- Lydia Quintana
- Gerardo Rodríguez
- Maruja Roig
- Jorge Salcedo
- Judith Sulian

## Comentario
La crónica del diario El Mundo expresó: “En la música radica el mérito casi exclusivo… Debiluchos toques, más sensibleros que emotivos, con ue la mano poco segura del director (…) intenta matizar la acción (…) Pobreza de medios técnicos (…) mediocre labor interpretativa en general” en tanto para Manrupe y Portela es una “sumatoria de tangos y sinsabores a medida que transcurre la acción. Contra lo que podría sugerir el título, un film curiosamente sombrío, a pesar de no estar bien logrado”.